# Tohmajärvi (See)
Der Tohmajärvi ['tɔhmɑjærvi] ist ein See in der gleichnamigen Gemeinde im Osten Finnlands.
Der Tohmajärvi hat eine Fläche von 12,13 Quadratkilometern. 
Er liegt auf einer Höhe von 80,2 Metern über dem Meeresspiegel südlich von Kemie, dem Hauptort der Gemeinde Tohmajärvi. 
Im nördlichen Teil ragt die Halbinsel Kirkkoniemi, auf der die Kirche von Tohmajärvi steht, in den See hinein. 
Der Tohmajärvi wird über den Fluss Tohmajoki in den Ladogasee im russischen Teil Kareliens entwässert.
Ursprünglich war der Tohmajärvi deutlich größer als heute. 
Zur Gewinnung von Weideland wurde der See 1773 sowie erneut Anfang der 1960er Jahre abgesenkt.